# Fayard
Fayard A/S er et dansk reparationsskibsværft beliggende ved Munkebo, ca. 11 kilometer nordøst for Odense Centrum. Værftet er etableret på det tidligere Lindøværfts arealer.
Værftet blev grundlagt i 1916 og hed oprindeligt Fredericia Skibsværft, men flyttede i 2010 fra fæstningsbyen Fredericia til Munkebo. I 2011 skiftede værftet navn til FAYARD A/S. I det skæve regnskabsår 2019/2020 leverede virksomheden et overskud efter skat på 86,2 mio. kr., hvilket svarer til en fremgang på over 70 %.
I 2025 har firmaet lavet service af russiske skibe, som sejler under andre flag. Formodentlig en skyggeflåde. Bestyrelsesformanden udtaler selv at de holder sig indenfor lovgivningen i Danmark og EU.

## Note
1. ↑  "Fredericia skibsværft flytter til Lindø". Arkiveret fra originalen 15. april 2010. Hentet 7. marts 2012.
2. ↑  Mortensen, Cecilie Als (28. februar 2021). "Den familieejede skibsvirksomhed Fayard leverer millionfremgang". Finans. Arkiveret fra originalen 28. september 2022. Hentet 28. september 2022.
3. ↑  Danske milliardærer fortsætter Putin-service: - Rusland er begejstret 26. jul. 2025 hentet 27. juli 2025

## Ekstern henvisning og kilde
- Fayards hjemmeside Arkiveret 12. november 2011 hos  Wayback Machine

55°28′10.04″N 10°32′21.93″Ø / 55.4694556°N 10.5394250°Ø